# Józef Stanisław Radecki
Józef Stanisław Radecki herbu Godziemba – chorąży grabowiecki w 1767 roku, stolnik buski w latach 1750-1767, miecznik buski w latach 1736-1750.
Poseł na sejm 1754 roku z województwa bełskiego.